# 227
227是一個在226和228之間的自然數。

## 數學性質
- 第49個質數。前一個為223、下一個為229。
  - 第16對孿生質數，為（227、 229）。
  - 第11個安全質數
  - 第14個8n+3型態的質数
  - 高斯質數之一。
- 十进制的等數位數。
- {\displaystyle 227=(2+3+5+7)+(2\times 3\times 5\times 7)}，227是最初4個質數連加及連乘的和。
- 227是循環單位111......111（連續113個1，其中113是質數）的最小的質因數。[1]

## 网络事件
- 2020年，由于肖战粉丝举报AO3导致的227事件

## 其他領域
- 數表
- 227年
- 2月27日